# Vista Hermosa, Cuautempan
Vista Hermosa är en ort i Mexiko.   Den ligger i kommunen Cuautempan och delstaten Puebla, i den sydöstra delen av landet, 150 km öster om huvudstaden Mexico City. Vista Hermosa ligger 1 717 meter över havet och antalet invånare är 698.
Terrängen runt Vista Hermosa är bergig österut, men västerut är den kuperad. Terrängen runt Vista Hermosa sluttar norrut. Runt Vista Hermosa är det ganska tätbefolkat, med 70 invånare per kvadratkilometer. Närmaste större samhälle är Zacatlán, 18,8 km väster om Vista Hermosa. I omgivningarna runt Vista Hermosa växer i huvudsak blandskog.